# Voronej

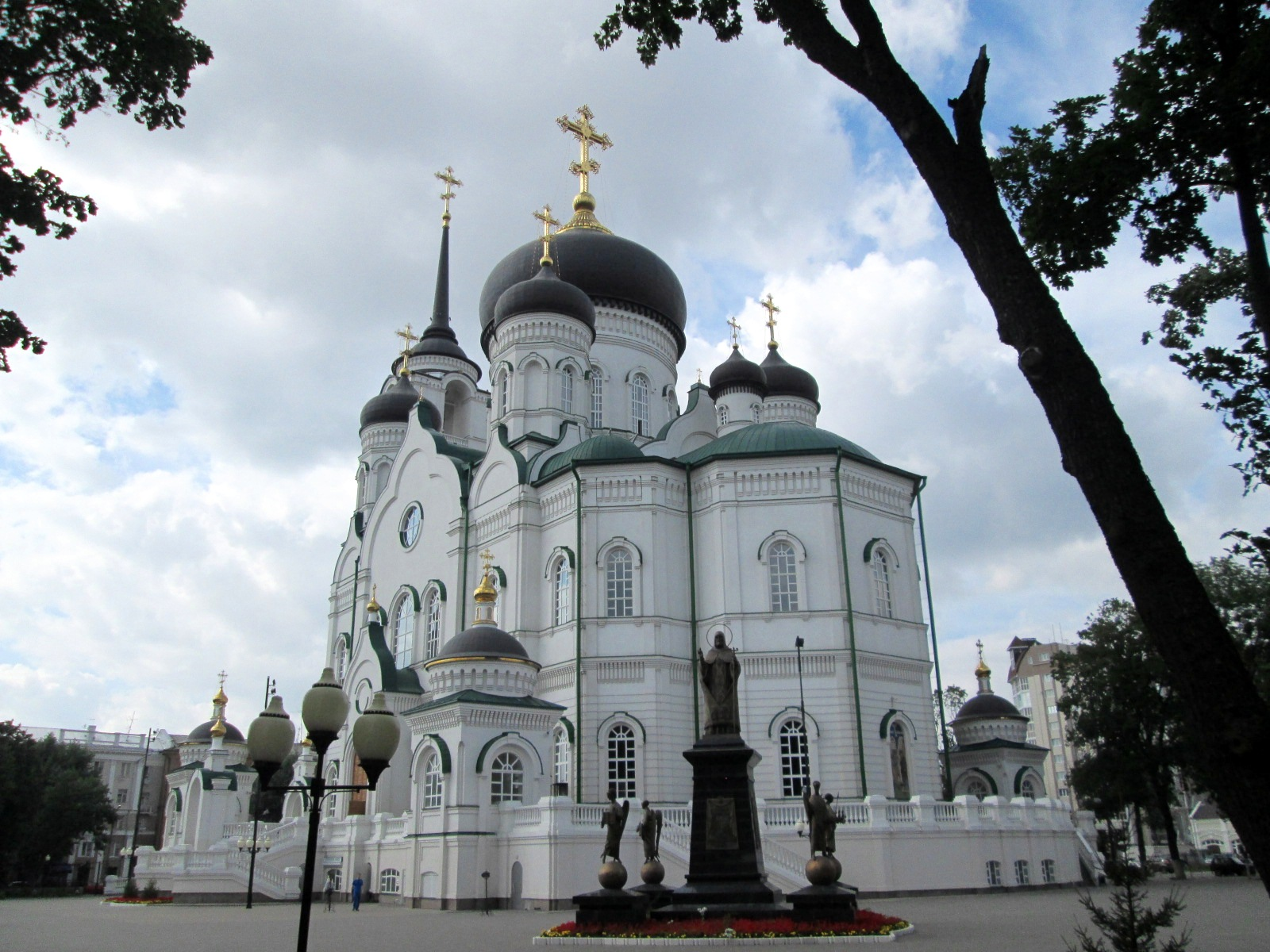
Catedral da Anunciação

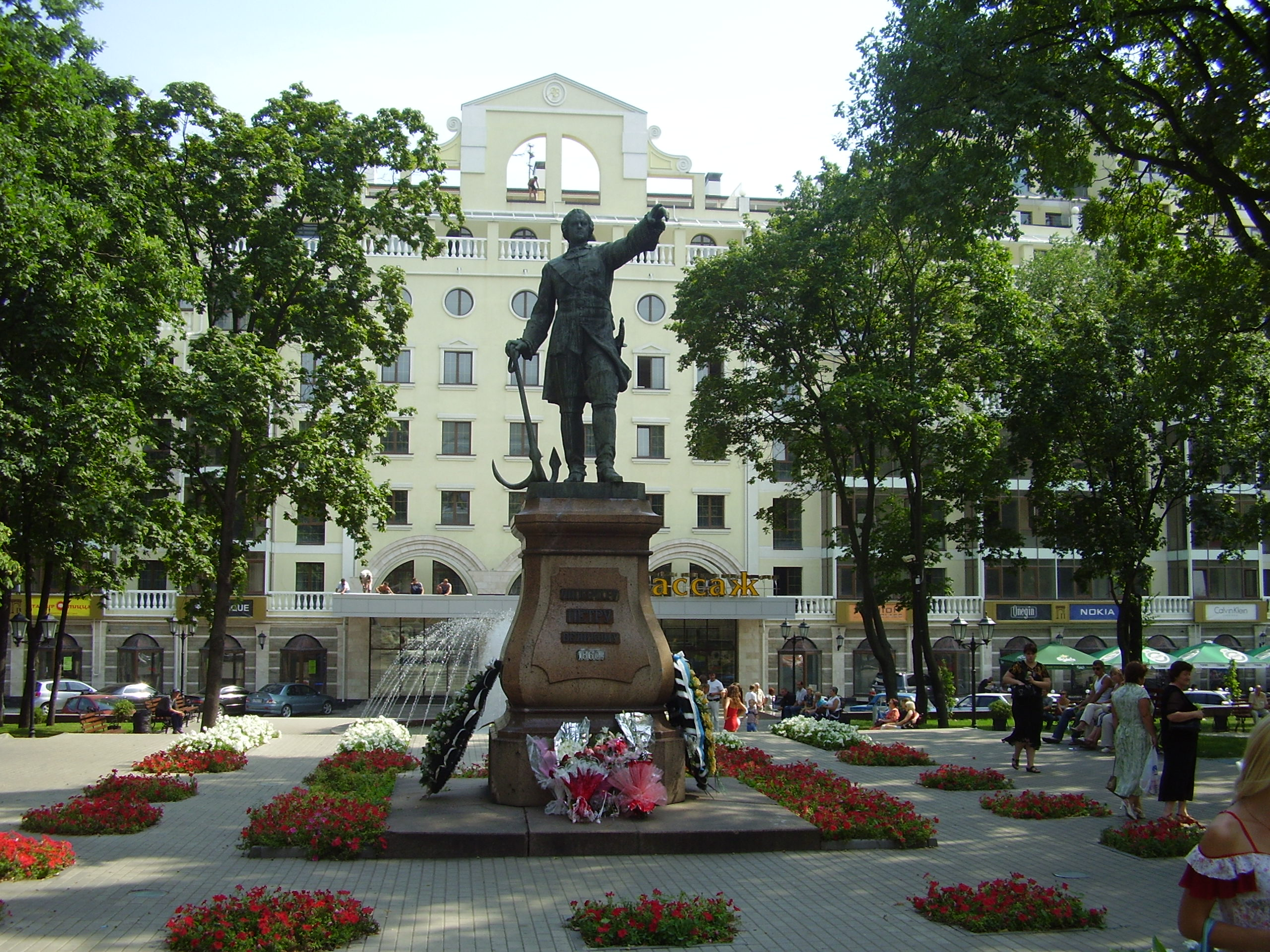
Voronej

Voronej ou, aportuguesando, Voroneje (russo:  Воро́неж; IPA: [vɐˈronʲɪʂ]) é a capital da província homônima, na Rússia. Situa-se no centro da Rússia Europeia, na margem do rio Voronej. Tem cerca de 998 mil habitantes. Foi fundada em 1586 durante o reinado do czar Teodoro.
A temperatura no verão é de 24ºC a 32ºC e no inverno de 5ºC a -20ºC.durante a segunda guerra mundial a cidade foi ocupada pelos exercitos alemães e húngaros  de 6 de julho de 1942 até 17 de fevereiro de 1943 quando o exercito vermelho lançou uma contra-ofensiva e recapturou a cidade.

## Economia e Finanças
Voronej é o maior centro financeiro da Rússia, possui 40 instituições de ensino superior. A cidade produz alimentos ecológicos, equipamentos espaciais, aviões e prensas mecânicas para a indústria automotiva global.

## Esporte
A cidade de Voronej é a sede do Estádio da Central Sindical e do FC Fakel Voronej, que participa do Campeonato Russo de Futebol.

## Personalidades
- Ivan Bunin (1870-1953), prémio Nobel da Literatura de 1933
- Olga Koshimbetova